# Índex (dit)
Hom anomena índex el segon dit de la mà humana, inmmediatament al costat del polze. També rep altres noms, tot i que menys usuals: dit senyalador, dit indicatiu, dit apuntador, dit saludador i dit mestre.
Generalment és el dit més destre i sensitiu de la mà, encara que no és el més llarg.Alguns estudis han demostrat que tenir un dit índex més petit que el dit anular és indicatiu d'una propensió a ser un individu més atlètic. Els homes presenten una probabilitat 2.5 vegades superior a les dones de tenir un índex més curt que l'anul·lar, fet que alhora s'ha correlacionat amb una increment de la probabilitat per part de les dones de desenvolupar artritis.

## Gests
És un dit que generalment s'usa per a assenyalar, malgrat que en alguns països és considerat un gest barroer. També se'l fa servir com a símbol d'haver guanyat/reeixit en una competició esportiva. Si en canvi se'l mou de dreta a esquerra en un moviment oscil·lant representa un advertiment que uns tercers facin alguna acció o negació del que uns tercers han fet o afirmat. Si en canvi se l'apropa a la boca de forma tangencial, acostuma a significar una petició de silenci o si l'acostem a la punta del nas sol ser signe d'incredulitat.
Malgrat tot, sempre són gestos modulats per les diferents concepcions culturals i religioses i així tenim que a la guerra de Bòsnia les tropes serbo-bosnianes aixecaven els tres dits centrals de la mà com a senyal de victòria, les croato-bosnianes n'aixecaven dos (índex i cor) en forma de "V", i les tropes bosnianes musulmanes (Bòsniaks) aixecaven només l'índex, donat que la tawhid, tendeix a preservar els gestos que recorden l'estricte monoteisme de l'islam.

## Imatges

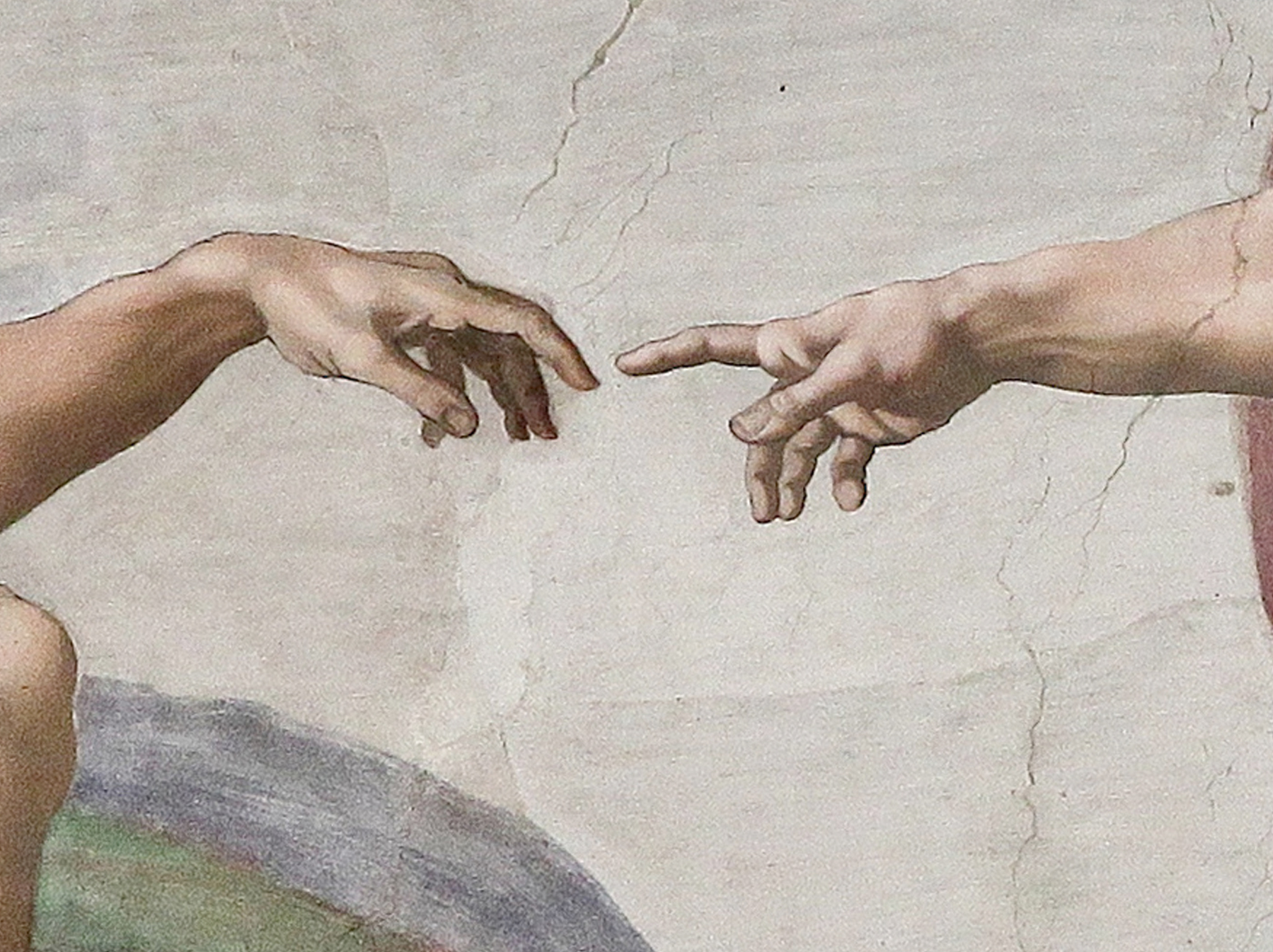
Capella sixtina, Detall, Michelangelo
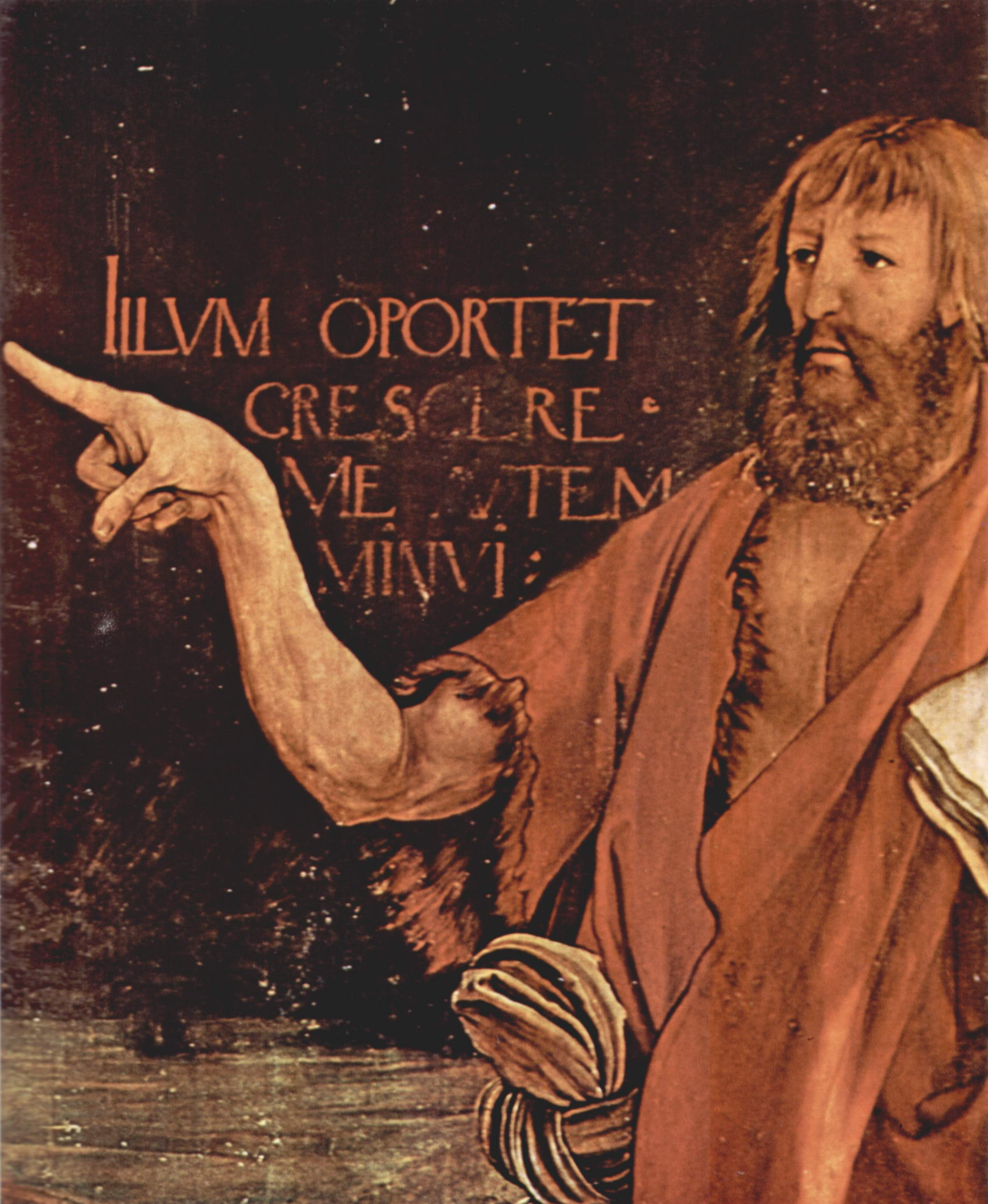
Retaule d'Issenheim, Detall: Joan el baptista
Joan el baptista, Leonardo da Vinci
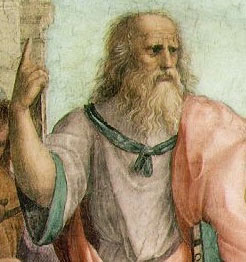
Detall de "l'Escola d'Atenes", de Rafael
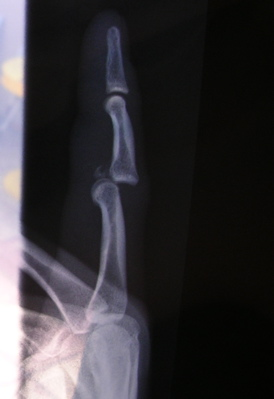
Radiografia lateral del dit esquerre, mostrant una dislocació de l'articulació proximal inter-falange i fractura de la falange mitja